# Naturhistorisches Museum Bern
Das Naturhistorische Museum Bern ist ein Naturkundemuseum in Bern. Es gehört zu den wichtigsten Naturhistorischen Museen der Schweiz. Es wird jährlich von rund 140'000 Menschen besucht und arbeitet in Lehre und Forschung eng mit der Universität Bern zusammen. Zu den bekanntesten Objekten des Hauses gehören der legendäre Rettungshund Barry, die Riesenkristalle vom Planggenstock und die Sammlung afrikanischer Tiere der Grosswildjäger Bernhard von Wattenwyl und Vivienne von Wattenwyl. Seine historischen Dioramen einheimischer und afrikanischer Tiere machten das Museum im 20. Jahrhundert international bekannt. Das Museum ist auch eine Forschungsinstitution mit Schwerpunkten in Meteoritenforschung, Paläontologie, Kynologie, Malakologie, Herpetologie und Arachnologie.

## Geschichte
Das Museum ist im Besitz der Burgergemeinde Bern. Offizielles Gründungsjahr ist 1832, womit es das älteste Museum in Bern ist. Es befindet sich in einem am 4. Januar 1936 eröffneten und seither mehrmals erweiterten Gebäude an der Bernastrasse 15 im Berner Kirchenfeldquartier. Die Bestände waren zuvor in einem 1878 bis 1881 von Albert Lanz gebauten und 1936 abgebrochenen Gebäude an der Hodlerstrasse 5 untergebracht und noch früher in der Bibliotheksgalerie des alten Berner Hochschulgebäudes.

## Sammlung
Die gesamten wissenschaftlichen Sammlungsbestände des Naturhistorischen Museums Bern belaufen sich auf ca. 6,5 Mio. Exemplare, wovon die wirbellosen Tiere mit 5,5 Mio. Exemplaren mehr als 91 % ausmachen. Die Bedeutung der Schau- und Forschungssammlungen liegen vor allem im wissenschaftlichen Wert der Objekte (hohe Anzahl der Typusexemplare, Abbildungsoriginalien und umfangreiche Serien zahlreicher Arten) und in der Schwerpunktbildung in wissenschaftlicher, geographischer und gruppenspezifischer Hinsicht.
- Wirbellose Tiere: ca. 5,5 Mio. Objekte
- Erdwissenschaften: ca. 445'000 Objekte
- Wirbeltiere: ca. 83'000 Objekte

### Wirbellose Tiere
Die einzelnen Gruppen der wirbellosen Tiere umfassen:
- Schnecken: ca. 3 Mio. Objekte
- Schmetterlinge: ca. 1 Mio. Objekte
- Käfer: ca. 600'000 Objekte

Die entomologische Sammlung umfasst in erster Linie eine Trockensammlung mit 2,5 Mio. Objekten. Sie enthält ca. 20'000 Typusexemplare (inkl. Paratypen). Der Schwerpunkt liegt bei den Lepidopteren (Paläarktis, Asien, Südamerika), Coleopteren (Paläarktis) und Hymenopteren (Paläarktis, Südamerika).
Der Schwerpunkt der malakologischen Sammlungen liegt auf den Land- und Süsswassermollusken Europas, im weiteren Rahmen auf den Mollusken der Paläarktis. Damit ist diese Molluskensammlung die wahrscheinlich grösste und sicher am besten erfasste in der Schweiz. Die Sammlung umfasst ca. 3 Mio. Einzelstücke. Darin enthalten sind über 4'700 Typusexemplare (inkl. Paratypen). Der grösste Teil der Sammlung erreichte das Museum durch Donationen von Privatsammlern, wobei die historische Sammlung von Robert James Shuttleworth den ältesten, grössten und wissenschaftlich kostbarsten Teil darstellt.
Die Arachnologie des Naturhistorischen Museums hat ihren Schwerpunkt auf den Spinnen Europas. Der wichtigste Sammlungsteil ist die Sammlung von Konrad Thaler, die ca. 150‘000 vorwiegend europäische Exemplare umfasst. Es handelt sich um die grösste, privat zusammengetragene Spinnensammlung Europas. In den letzten Jahren kam auch eine Anzahl tropischer Spinnen hinzu, vor allem Oonopidae aus Südostasien. Die arachnologische Sammlung enthält gegenwärtig 150 Typusexemplare (inkl. Paratypen). Das Naturhistorische Museum Bern betreut zudem den World Spider Catalog, ein Katalog über sämtliche Webspinnen-Taxa auf der Welt und den zugehörigen wissenschaftlichen Publikationen.

### Wirbeltiere
Die Wirbeltiersammlung des Museums umfasst Objekte folgender Tiergruppen:
- Vögel: ca. 34'000 Objekte
- Säugetiere: ca. 23'000 Objekte
- Fische: ca. 14'000 Objekte
- Amphibien: ca. 7'500 Objekte
- Reptilien: ca. 5'000 Objekte

#### Hundeschädel

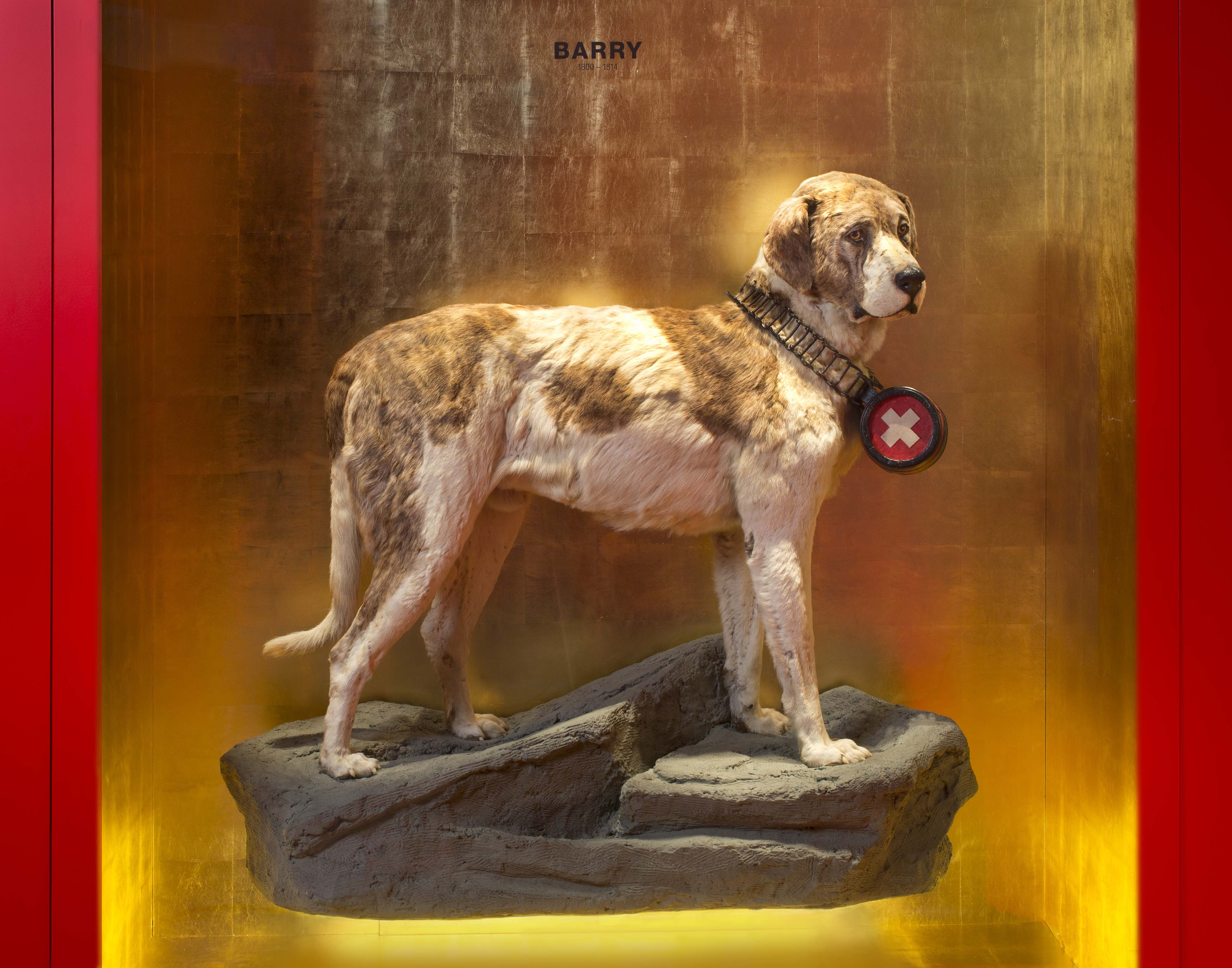
Dem berühmten Bernhardiner Barry ist eine ganze Ausstellung gewidmet.

Das Museum beherbergt mit gut 2'800 Exemplaren aus genau 240 Rassen die grösste wissenschaftliche Hundesammlung der Welt. Die Sammlung umfasst neben Schädeln, Skeletten, Fellen und Gewebeproben von Rassehunden auch Dokumente über die aufgenommenen Hunde sowie eine kynologische Bibliothek. Aufbauend auf dem ältesten Objekt, dem berühmten Bernhardiner Barry von 1814, wurde die Sammlung bereits im 19. Jahrhundert intensiv erweitert. Die Albert-Heim-Stiftung für kynologische Forschung unterstützt wissenschaftliche Forschung an Hunden und fördert den permanenten Ausbau der Sammlung.
Der historische Ursprung der kynologischen Sammlungen geht auf Theophil Studer (1845–1922), Professor in Bern und Direktor des Naturhistorischen Museums zurück. Einer seiner Forschungsschwerpunkte lag in der Erforschung der Abstammung der Haushunde. Die Sammlung wird von Wissenschaftlern aus aller Welt geschätzt und intensiv zur Erforschung der Evolution der Hunde genutzt.

#### Goeldi-Sammlung
Emil August Goeldi (1859–1917) sammelte in Südamerika tausende Tiere für Museen, darunter zahlreiche Neubeschreibungen von neu entdeckten Tierarten. Goeldi gilt durch seine Forschungstätigkeit, die vor allem in Brasilien und im heutigen Belem stattfand, als ein Pionier der naturwissenschaftlichen Erforschung des Amazonas. Das Naturhistorische Museum Bern besitzt den grössten, noch erhaltenen Teil seiner Sammlung. Mit einer Gesamtanzahl von über 14'000 Objekten ist die Goeldi-Sammlung die umfangreichste des Museums überhaupt. Den Grossteil dieser Sammlung machen die ca. 9'500 Hymenoptera aus Brasilien und die über 3'000 Vogelexemplare aus.

#### Projet Lac
Das Projet Lac ist eine Zusammenarbeit des Eawag, des Naturhistorischen Museums Bern, der Université de Franche-Comté und des INRA Thonon-les Bains. Das Ziel der Forschungsarbeit ist eine standardisierte Inventur der Fischfauna der tiefen voralpinen Seen. Neben der Erforschung der aktuellen Fischdiversität umfasst das Projekt auch den Aufbau einer Referenzsammlung präparierter Fische im Naturhistorischen Museum (derzeit ca. 9'500 Objekte) als Basis für künftige Vergleiche. Begleitend laufen wissenschaftliche Untersuchungen über die Zusammenhänge zwischen Umwelt, Umweltveränderungen sowie Artenverbreitung, Artenvielfalt und genetischer Vielfalt. Die Arbeiten im Projet Lac erlauben es erstmals, festzustellen, wie die Fischgesellschaften in den Seen zusammengesetzt sind.

#### Archäozoologische Belegsammlung
Das Museum beherbergt die vermutlich weltweit älteste archäozoologische Sammlung von neolithischen und bronzezeitlichen Tierknochen aus schweizerischen Seeufersiedlungen. Sie wurde im Jahr 1883 aus dem Nachlass des Arztes und Hobby-Archäologen Johann Uhlmann (1820–1882) erworben und ist eine der vollständigsten Sammlungen dieser Art in der Schweiz. Sie dient auch heute noch als Vergleichssammlung für die Determination und Bearbeitung archäozoologischer Funde.

#### Herpetologie
Die umfangreiche herpetologische Sammlung des Museums umfasst mehr als 12'000 Amphibien und Reptilien aus Afrika, Madagaskar, Südamerika und Südostasien. Einer der wertvollsten Teile ist die noch immer wachsende Sammlung der Amphibien Südostasiens, die zahlreiche seltene, potentiell gefährdete, bisher unbekannte und unbeschriebene Arten umfasst. Sie ist mit ihren ca. 4'200 Exemplaren weltweit eine der grössten Amphibiensammlungen dieser Region.

### Erdwissenschaften
- Mineralogisch-petrologische Sammlung: ca. 70'000 Objekte
- Paläontologische Sammlung: ca. 375'000 Objekte

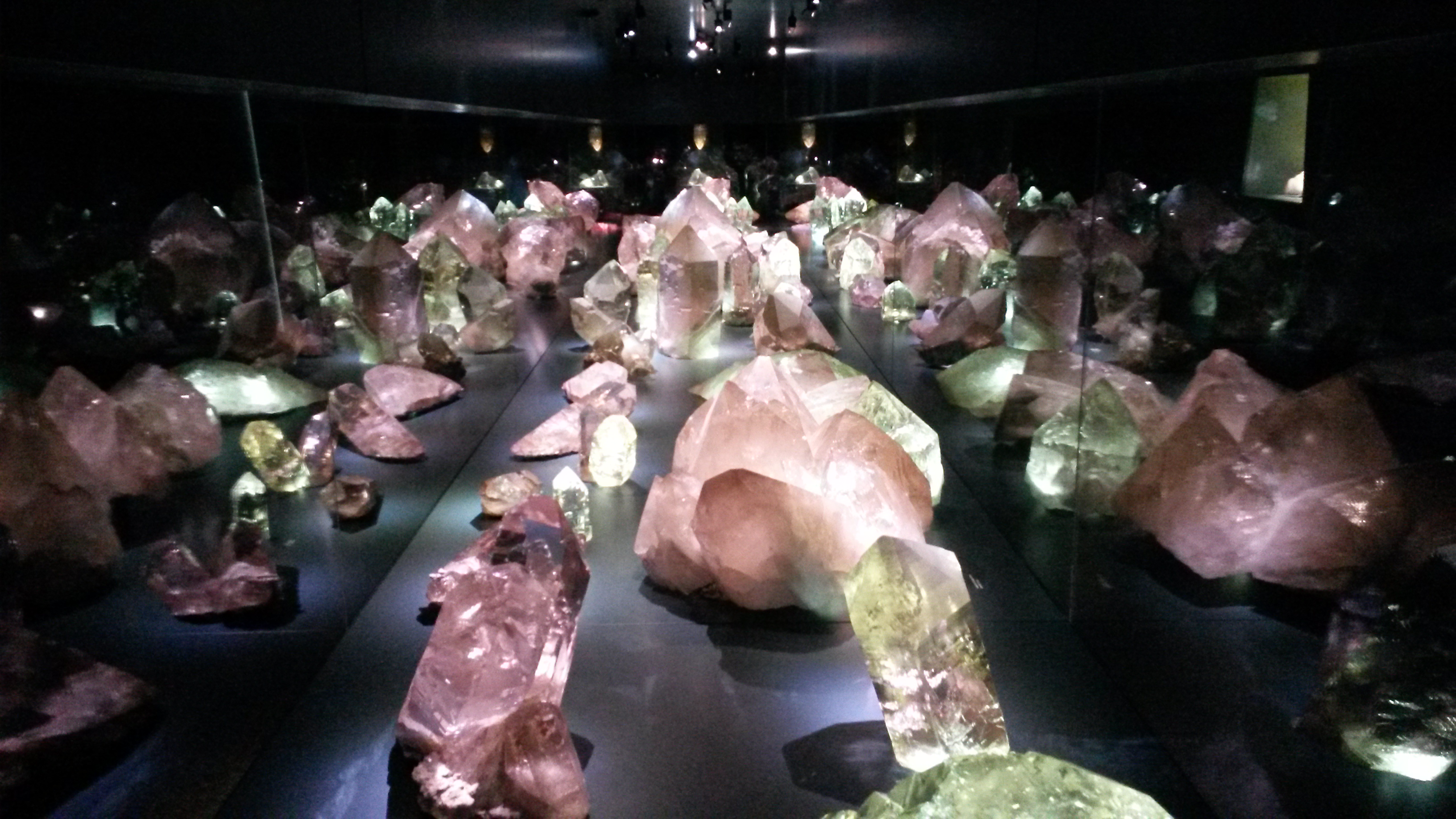
Schatz vom Planggenstock

Der thematische und regionale Schwerpunkt der systematischen Sammlung von Mineralien aus der ganzen Welt liegt bei den alpinen Zerrkluftmineralien aus der Schweiz. Dabei sind viele der alpinen Grossfunde von Quarzkristallen dokumentiert (z. B. Vorderer Zinggenstock 1719, Tiefengletscher 1868, Gerstengletscher 1948, Rhonegletscher 1960, Gerstenegg 1974). Der im Museum ausgestellte Planggenstock-Fund (2005) ist eine der bedeutendsten Kristallsammlungen der Alpen.
Die Meteoritensammlung umfasst rund 250 verschiedene Meteoritennamen aus der ganzen Welt, darunter die Hauptmassen der Schweizer Meteoriten Rafrüti, Twannberg, Ulmiz und Utzenstorf. Die Spezialsammlung Oman-Meteoriten enthält über 6'000 Proben von Meteoriten, welche im Rahmen eines Forschungsprojektes unter Leitung des Naturhistorischen Museums seit 2001 im Sultanat Oman aufgesammelt wurden. Sie stellt die weltweit grösste systematisch aufgesammelte Sammlung von Meteoriten aus einer heissen Wüste dar.
22 Findlinge sind zwar im Besitz des Museums, befinden sich aber immer noch am ursprünglichen Ort. Das bemerkenswerteste Exemplar ist der Luegibodenblock bei Habkern, ein exotischer Granitblock aus dem tertiären Wildflysch mit einer geschätzten Masse von 12'000t.

## Ausstellungen
Die Ausstellung Barry – Der legendäre Bernhardinerhund zeigt die heldenhaften Taten des berühmten Bernhardiners vom Grossen St. Bernhard. Barry lebte dort als Rettungshund im Hospiz, das von Augustiner-Chorherren geführt wird.
Das Institut für Anatomie der Universität Bern vermachte dem Naturhistorischen Museum die grösste Tierskelettsammlung der Schweiz. 328 Skelette und 528 einzelne Knochenteile bieten in der Grossen Knochenschau einen Einblick in die Vielfalt der Wirbeltiere. Highlight der Ausstellung ist das 23 Meter lange Finnwal-Skelett.
Im Kellergeschoss zeigt das Museum mit der Ausstellung Steine der Erde die unerschöpfliche Vielfalt von Mineralien, ihre Entstehung und Verwendung. Neben Edelsteinen wie Topas und Apatit lassen sich auch Diamanten und Goldnuggets bestaunen. Die wahre Schatzkammer allerdings beherbergt die sensationell klaren und grossen Bergkristalle, die 2005 am Planggenstock im Kanton Uri gefunden wurden. Das Glanzstück der Ausstellung ist eine perfekt geformte und 300 Kilogramm schwere Kristallgruppe.
Die bunte Welt der Wirbellosen Tiere erschliesst sich den Besuchern in der Ausstellung Käfer & Co. Neben Käfern, Schmetterlingen, Schnecken und Muscheln sind auch fossile Tiere aus vergangenen Erdzeitaltern dabei.

### Dioramen

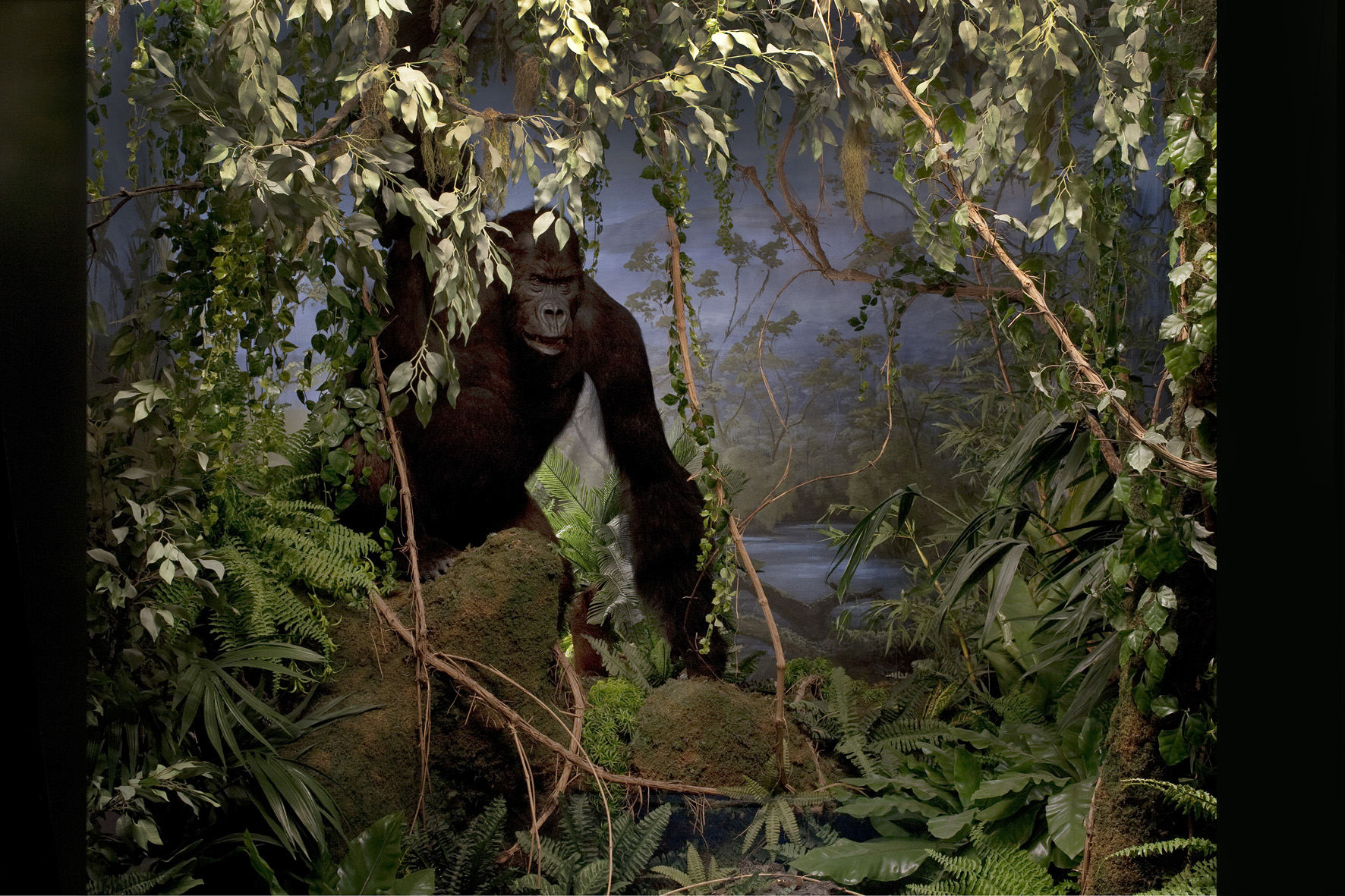
Historisches Diorama mit Gorilla

Die Sammlung afrikanischer Grosstiere in der Dauerausstellung Tiere Afrikas ist das Kernstück des Museums. Der Grosswildjäger Bernard von Wattenwyl und seine Tochter Vivienne vermachten über hundert Exemplare, die sie auf ihren zwei Jagdsafaris in Ostafrika 1923–24 geschossen hatten. Die Dermoplastiken und die Ausstattung der Kojen schuf der Präparator Georg Ruprecht mit seinen Gesellen. Die Hintergründe malte der Kunstmaler und Zeichenlehrer Heinrich Würgler. Beide waren selber nie in Afrika und orientierten sich allein anhand von Beschreibungen und Bildern. Die Dioramen zu Afrika wurden 1936 eröffnet und gehören nach wie vor zu den Hauptattraktionen des Naturhistorischen Museums. Die Dauerausstellungen wurden nach der Eröffnung des Neubaus 1998 sukzessive erneuert. Hingegen wurden die historischen Dioramen bewusst in ihrem Ursprungszustand belassen, weil sie einerseits zu den wenigen noch vollständig erhaltenen gehören; andererseits, weil sie von hoher gestalterischer und künstlerischer Qualität sind. 2022 wurden sie neu kontextualisiert und thematisieren nun auch kritisch Hintergründe wie Kolonialismus und Grosswildjagd.
Die Dioramen der Ausstellung Tiere der Schweiz stammen aus der Anfangszeit des Zweiten Weltkrieges und waren vor allem unter den Armeeangehörigen beliebt. Die 164 Vitrinen mit 610 Präparaten zeigen die Artenvielfalt des Schweizer Alpenraums. Das "Heimatmuseum" beinhaltet typische alpine Arten, wie etwa Alpenschneehuhn und Schneehase, die im Sommer- und Winterkleid gezeigt werden. Eindrücklich sind auch die über 145 Vogelarten, vom Hausspatzen bis zum seltenen Steinkauz. Einige der Tiere sind in der Schweiz bereits nicht mehr zu finden, andere – wie der Luchs – sind inzwischen zurückgekehrt.
Die Dioramen der Ausstellung Tiere des Nordens stammen ebenfalls aus den 1930er und 1940er Jahren. Sie zeigen neben Bären, Robben und Moschusochsen das reiche Vogelleben der Lofoten mit 8 Arten und 48 Individuen.

### Sonderausstellungen und Veranstaltungen
Insektensterben – Alles wird gut
Die Ausstellung (3. November 2023 – 31. Mai 2025) führt die Gäste in die Zukunft, genauer ins Jahr 2053. Von dort blicken sie zurück auf unsere Gegenwart, in der es zahlreiche wirkungsvolle Ansätze und Initiativen gegeben hat, die das grosse Insektensterben abgewendet haben.
Queer – Vielfalt ist unsere Natur
Die Ausstellung Queer – Vielfalt ist unsere Natur gab Einblick in die Vielfalt der Geschlechter und sexuellen Ausrichtung bei Tieren und Menschen. Die Besuchenden entdeckten interaktiv das «Queerreich», eine Welt, die die bunte Fülle in Natur und Gesellschaft aufzeigte, die beim Thema Geschlecht und Sexualität zu finden ist. Eine Expedition, bei der die Besuchenden auch ihre eigene Identität erforschten. Mit der Sonderausstellung «Queer – Vielfalt ist unsere Natur» (9. April 2021 – 19. März 2023) eröffnete das Naturhistorische Museum Bern eine Plattform zum Austausch rund um die Themen Geschlecht und Sexualität.

#### Veranstaltungen
Auch im Bereich Vermittlung naturwissenschaftlicher Themen auf eine populäre Weise nimmt das Naturhistorische Museum Bern eine Pionierstellung ein. Über 13 Jahren führte das Museum unter anderem die satirische Vorlesung Bestiarium mit dem Schauspieler Uwe Schönbeck und dem Professor Christian Kropf. Diese wurde nach dem Tod Schönbecks 2022 eingestellt. Zudem betreibt das Naturhistorische Museum mit der Bar der toten Tiere jeweils ein Mal im Jahr einen Barbetrieb in den Ausstellungen.

## Museumsquartier Bern
Das Naturhistorische Museum Bern ist Mitglied im Verein Museumsquartier Bern, der seit Juni 2021 die organisatorische Klammer für die Zusammenarbeit der Kulturinstitutionen im Museumsquartier bildet.